# Liste der Nummer-eins-Hits in den Niederlanden (1990)
Diese Liste enthält alle Nummer-eins-Hits in den Niederlanden im Jahr 1990. Es gab in diesem Jahr 17 Nummer-eins-Singles und zwölf Nummer-eins-Alben.
| Singles | Alben |
| --- | --- |
| - David A. Stewart & Candy Dulfer – Lily Was Here - 5 Wochen (25. November 1989 – 5. Januar 1990) - Lisa Stansfield – All Around the World - 4 Wochen (6. Januar – 2. Februar) - 2 Live Crew – Me So Horny - 2 Wochen (3. Februar – 16. Februar) - Sinéad O’Connor – Nothing Compares 2 U - 8 Wochen (17. Februar – 18. April) - SNAP! – The Power - 4 Wochen (19. April – 11. Mai) - UB40 – Kingston Town - 2 Wochen (12. Mai – 25. Mai) - The Rolling Stones – Paint It Black - 4 Wochen (26. Mai – 22. Juni) - Vaya Con Dios – What's a Woman - 3 Wochen (23. Juni – 13. Juli) - The Adventures of Stevie V – Dirty Cash - 3 Wochen (14. Juli – 3. August) - MC Hammer – U Can’t Touch This - 5 Wochen (4. August – 7. September) - Londonbeat – I've Been Thinking About You - 4 Wochen (8. September – 5. Oktober) - Matthias Reim – Verdammt, ich lieb’ Dich - 4 Wochen (6. Oktober – 2. November) - Steve Miller Band – The Joker - 2 Wochen (3. November – 16. November) - Maria McKee – Show Me Heaven - 2 Wochen (17. November – 30. November) - The Righteous Brothers – Unchained Melody - 2 Wochen (1. Dezember – 14. Dezember) - Enigma – Sadeness (Part I) - 1 Woche (15. Dezember – 21. Dezember) - Vanilla Ice – Ice Ice Baby - 6 Wochen (22. Dezember 1990 – 8. Februar 1991) | - Phil Collins – ... But Seriously - 6 Wochen (16. Dezember 1989 – 26. Januar 1990, insgesamt 8 Wochen) - Supertramp – The Very Best of Supertramp - 3 Wochen (27. Januar – 16. Februar, insgesamt 10 Wochen) - Phil Collins – ... But Seriously - 2 Wochen (17. Februar – 2. März, insgesamt 8 Wochen) - Supertramp – The Very Best of Supertramp - 5 Wochen (3. März – 6. April, insgesamt 10 Wochen) - Sinéad O’Connor – I Do Not Want What I Haven't Got - 5 Wochen (7. April – 20. April, insgesamt 8 Wochen) - Supertramp – The Very Best of Supertramp - 2 Wochen (21. April – 4. Mai, insgesamt 10 Wochen) - Sinead O’Connor – I Do Not Want What I Haven't Got - 3 Wochen (5. Mai – 25. Mai, insgesamt 8 Wochen) - UB40 – Labour of Love II - 5 Wochen (26. Mai – 29. Juni) - Gary Moore – Still Got the Blues - 3 Wochen (30. Juni – 20. Juli) - Eros Ramazzotti – In ogni senso - 1 Woche (21. Juli – 27. Juli) - Toto – Past to Present 1977 – 1990 - 6 Wochen (28. Juli – 7. September, insgesamt 10 Wochen) - José Carreras, Plácido Domingo, Luciano Pavarotti & Zubin Mehta – In Concert - 6 Wochen (8. September – 5. Oktober) - Toto – Past to Present 1977 – 1990 - 4 Wochen (6. Oktober – 2. November, insgesamt 10 Wochen) - BZN (Band Zonder Naam) – Horizon - 3 Wochen (3. November – 23. November) - Clouseau – Of zo ... - 1 Woche (24. November – 30. November) - Paul Simon – The Rhythm of the Saints - 1 Woche (1. Dezember – 7. Dezember) - Phil Collins – Serious Hits ... Live! - 10 Wochen (8. Dezember 1990 – 15. Februar 1991) |